# The Fabulous Freebirds
The Fabulous Freebirds waren ein populäres Tag Team in den 1980er Jahren, das zum Teil auch als Stable fungierte. Es bestand vor allem aus den drei Wrestlern Michael Hayes, Terry Gordy und Buddy Roberts, obwohl es im Laufe ihres 15-jährigen Bestehens mehrere Male umgestellt wurde.

## Wrestlingkarriere
The Fabulous Freebirds wurden 1979 von Michael "P.S." Hayes, Terry "Bam Bam" Gordy und Buddy "Jack" Roberts gegründet. Ungewöhnlich an den Freebirds war, dass sie als Tag Team aus drei Wrestlern bestanden, statt der sonst üblichen zwei. Die meiste Zeit arbeiteten die Wrestler als Heel, aber sie wurden auch gelegentlich als Faces eingesetzt. Der Name lehnt sich an den Song Free Bird von Lynyrd Skynyrd an, der auch zu Beginn als Auftrittsmusik fungierte, bevor er durch das von Hayes komponierte und eingesungene Stück Badstreet U.S.A. ersetzt wurde.
Berühmt wurde die Gruppe vor allem in der Promotion World Class Championship Wrestling, wo sie eine langanhaltende Fehde mit den Von-Erich-Brüdern (David, Kevin, Kerry und Mike) hatten, deren Vater Fritz Von Erich das Territorium gehörte.
Sie traten auch in den der NWA angeschlossenen Promotions Georgia Championship Wrestling, World Championship Wrestling, der American Wrestling Association und der Universal Wrestling Federation auf. In der AWA traten sie häufig gegen die Road Warriors und sorgten dafür, dass Jimmy Garvin, ein Verbündeter aus der WCCW-Zeit, zusammen mit seinem Partner Steve Regal die dortigen Tag-Team-Titel erhielt.
1984 waren sie für kurze Zeit in der World Wrestling Federation. Ihr dortiger Manager David Wolff war im echten Leben der Manager von Cyndi Lauper. Sie verließen die WWF, weil das dortige Management Pläne hatte, die drei Wrestler als Einzelkämpfer einzusetzen und das Team aufzulösen.
Danach traten die Freebirds wieder der WCCW bei, wrestleten aber auch in der UWF an, wo Gordy und Roberts als Einzelwrestler erfolgreich waren und Hayes als ihr Manager agierte oder als Kommentator eingesetzt wurde. Nachdem Jim Crockett Promotions 1987 UWF aufkauften, begann Hayes als Einzelwrestler in World Class und verschiedenen Independent-Ligen zu arbeiten. Gordy verbrachte die meiste Zeit in Japan, während Roberts seine Karriere beenden wollte.
Hayes und Jimmy Garvin traten in World Championship Wrestling als Freebirds auf und wurden dort mehrfache Titelträger. Gordy unterstützte sie dabei gelegentlich. Später kam mit „Fantasia“ beziehungsweise „Badstreet“ (Brad Armstrong) ein fester dritter Mann hinzu. Gemanagt wurden sie von Little Richard Marley. The Freebirds (Hayes, Gavin und Gordy) traten zum letzten Mal gemeinsam in der Global Wrestling Federation 1994 auf und lösten das Tag Team anschließend nach 15 Jahren auf.

## Bedeutung
Es wurde oft behauptet, dass die Freebirds die ersten Wrestler mit Auftrittsmusik waren. Während es stimmt, dass sie mit „Free Bird“ von Lynyrd Skynyrd das erste Tag Team waren, dass Rockelemente bei ihren Auftritten verwendete, so war es doch Gorgeous George, der mit Pomp and Circumstance bereits in den 1940ern Musik zum Einlauf benutzte.
Die Freebirds zählten in den 1980ern zu den beliebtesten Tag Teams im Wrestling und waren neben den Von Erichs eines der Zugpferde der WCCW. Die Dreierbesetzung und die Ausrichtung des Tag Teams wurden oft imitiert und waren auch Inspiration für Stables, wie D-Generation X oder die New World Order.

### Freebird Rule
Während ihrer Auftritte bei der NWA hielten sie den dortigen Tag-Team-Gürtel. Die Promoter führten eine Regel ein, die inoffiziell „Freebird Rule“ genannt wurde, die besagt, dass nur jeweils zwei Mitglieder der drei Wrestler den Titel verteidigen mussten.
Diese Regel wurde von anderen Promotionen, insbesondere bei Dreier-Tag-Teams, ebenfalls eingesetzt:
- The Midnight Express (Southeastern Championship Wrestling, 1981–1983)
- The Russians: Ivan Koloff, Nikita Koloff und Krusher Khruschev (NWA, 1985–1986)
- Demolition (WWF, 1990)
- The Wolfpac: Kevin Nash, Scott Hall und Syxx (WCW, 1997)
- The Jersey Triad: Diamond Dallas Page, Bam Bam Bigelow und Chris Kanyon (WCW, 1999)
- Triple X: Elix Skipper, Low Ki und Christopher Daniels (TNA, 2003)
- 3 Live Kru: Konnan, B.G. James und Ron Killings (TNA, 2003–2004)
- Spirit Squad: Kenny, Johnny, Mitch, Nicky und Mikey (WWE, 2006)
- The Band: Kevin Nash, Scott Hall und Eric Young (TNA, 2010)
- The New Day: Big E, Kofi Kingston und Xavier Woods (WWE, 2015–2016)
- The Wyatt Family: Bray Wyatt, Randy Orton und Luke Harper (WWE, 2016)

## Nachfolger

### Blackbirds
Die Blackbirds wurden 1988 von Iceman Parsons in der World Class Championship Wrestling gegründet. Er hatte ein Tag Team mit Terry Gordy und Buddy Roberts, das gegen ihren ehemaligen Anführer Michael Hayes fehdete. Als The Blackbirds traten sie ebenfalls in der Global Wrestling Federation 1992 auf.

### Extreme Freebirds
Die Extreme Freebirds bestanden in den Independent-Promotions NWA Wildside und NAWA. Das Tag Team wurde von Ray Gordy, Terry Gordys Sohn, gegründet, der mit den Wrestlern Tank und Iceberg 2004 das Tag Team bildete.

## Auftritte außerhalb des Wrestlings
Die drei Freebirds Hayes, Gordy und Roberts traten in der Eröffnungssequenz des Films Highlander – Es kann nur einen geben (1986) auf. Gezeigt wurden Ausschnitte eine Matchs gegen Greg Gagne, The Tonga Kid und Jim Brunzell.
Michael Hayes komponierte, textete und sang das Lied Badstreet U.S.A., das bei den Freebirds als Auftrittsmusik fungierte. In dem dazugehörigen Video im Stile von Michael Jacksons Bad treten Terry Gordy und Buddy Rogers ebenfalls auf. Hayes nahm 1987 das Album Off the Streets mit der Backing-Band The Badstreet Band auf. Da die Auftritte auch zur Promotion von Wrestling-Events genutzt wurden, waren auch Gordy und Rogers öfters auf Konzerten der Band zu sehen.

## Mitglieder

### Hauptmitglieder
- Michael Hayes wurde als Anführer des Tag Teams porträtiert. Sein Spitzname war "P.S." für „Purely Sexy“. Trotz seines Heel-Status war er bei den Fans sehr populär.[4]
- Terry Gordy wurde als Stärkster der Gruppe porträtiert, der aber geistig etwas träge war. Sein Spitzname "Bam Bam" bekam er, weil er schnell in Kämpfe geriet und seine Gegner erbarmungslos niederschlug. Er war in den Promos auch für die komischen Elemente zuständig.
- Buddy „Jack“ Roberts hatte seinen Spitznamen wegen seiner Vorliebe für Jack Daniel’s-Whisky. Er war der schnellste und technisch versierteste der drei Hauptmitglieder.
- Jimmy Garvin schloss sich 1983 den Freebirds an und war quasi der vierte Freebird, vor allem in der WCCW und der AWA. 1988 bildete er zusammen mit Steven Dane eine kurzlebige Version der Freebirds, weil Hayes verletzt war. Er war außerdem Hauptmitglied neben Hayes während der Freebird-Phase in der WCW von Juni 1989 bis Juli 1992.

### Weitere Mitglieder
- Iceman Parsons war 1987 ein Mitglied der Blackbirds, als Terry Gordy und Buddy Roberts eine Fehde mit Hayeas hatten. Parsons wurde als „Blackbird“ bezeichnet, da er Afroamerikaner war.
- The Angel of Death (David Sheldon) bildete zusammen mit Terry Gordy, Buddy Roberts and Iceman "King" Parsons von 1987 bis 1989 die Freebirds.
- Steve Cox war zusammen mit Hayes und Jimmy Garvin ein Teil der Freebirds und trat mit ihnen in der WCCW, CWA und AWA auf.
- Badstreet (Brad Armstrong): In der WCW war Brad Armstrong zunächst unter dem Namen „Fantasia“ ein Teil des Tag Teams. Der Name wurde aber später zu „Badstreet“ geändert, um einer Klage von The Walt Disney Company vorzubeugen, die einen gleichnamigen Zeichentrickfilm im Programm hatten. Er war der Cruiserweight der Gruppe.
- Big Daddy Dink (Oliver Humperdink) war in der WCW als „Tour Manager“ der Gruppe tätig (1991).[7]
- Little Richard Marley (William Boulware, Jr.): stand den Freebirds in der WCW bei und attackierte Wrestler außerhalb des Rings.
- Ray Gordy, Terry Gordys Sohn, beteiligte sich zu Ehren seines verstorbenen Vaters an einer einmaligen Reunion der Freebirds mit Michael Hayes.

### Manager
- David Wolff[2]
- Diamond Dallas Page[8]
- Sunshine (Valerie French)

## Titel und Auszeichnungen

### Titel
Einzeltitel werden nur angegeben, wenn das Mitglied zu diesem Zeitpunkt Teil der Fabulous Freebirds war.
- Global Wrestling Federation
  - GWF Tag Team Championship (1×) – Terry Gordy & Jimmy Garvin

- Georgia Championship Wrestling
  - NWA National Tag Team Championship (3×) – Michael Hayes & Terry Gordy[9]
  - NWA Georgia Tag Team Championship (1×) – Michael Hayes & Terry Gordy[10]

- NWA Mid-America
  - NWA Mid-America Tag Team Championship (2×) – Michael Hayes & Terry Gordy

- Universal Wrestling Federation (Bill Watts) | Mid-South Wrestling
  - Mid-South Tag Team Championship (2×) – Michael Hayes & Terry Gordy (1×), Terry Gordy & Buddy Roberts (1×)
  - UWF Heavyweight Championship (1×) – Terry Gordy
  - UWF Television Championship (1×) – Buddy Roberts

- World Championship Wrestling
  - NWA United States Heavyweight Championship (1×) – Michael Hayes
  - WCW United States Tag Team Championship (2×) – Michael Hayes & Jimmy Garvin
  - WCW World Six-Man Tag Team Championship (1×) – Michael Hayes, Jimmy Garvin & Badstreet
  - WCW World Tag Team Championship (2×) – Michael Hayes & Jimmy Garvin

- World Class Championship Wrestling
  - NWA American Heavyweight Championship (1×) – Terry Gordy
  - NWA American Tag Team Championship (1×) – Michael Hayes & Terry Gordy
  - WCCW Six-Man Tag Team Championship (6×) – Michael Hayes, Terry Gordy & Buddy Roberts (5×), Terry Gordy, Buddy Roberts und Iceman Parsons (1×)
  - WCCW Television Championship (1×) – Buddy Roberts
  - NWA Knuckles Championship (Texas version) (1×) – Terry Gordy
  - WCWA Texas Heavyweight Championship (1×) – Iceman Parsons

### Auszeichnungen
- Pro Wrestling Illustrated
  - PWI Tag Team of the Year 1981 für Michael Hayes und Terry Gordy[11]
  - Platz #3 für Michael Hayes & Terry Gordy in der Liste der besten 100 Tag-Teams 2003[12]

- Wrestling Observer Newsletter
  - „Tag Team of the Year“ 1980 – Terry Gordy und Buddy Roberts
  - „Feud of the Year“ 1983 und 1984 – Freebirds vs. the Von Erichs
  - „Match of the Year“ 1984. – Freebirds vs. the Von Erichs (Kerry, Kevin und Mike von Erich), Anything Goes match am 4. Juli in Fort Worth, Texas
  - Wrestling Observer Newsletter Hall of Fame (2005) – Michael Hayes, Terry Gordy und Buddy Roberts